# Classificació per al Campionat sub-17 de l'OFC de 2013
La classificació per al Campionat sub-17 de l'OFC de 2013 es disputà entre el 22 i 26 de gener de 2013. Va tenir lloc a l'Estadi Nacional de Futbol de Samoa. El guanyador van ser les Illes Cook i es classificaren per al Campionat sub-17 de l'OFC de 2013.

## Participants
- Illes Cook
- Samoa
- Samoa Nord-americana
- Tonga

## Estadi
| Apia Estadi Nacional de Futbol (Samoa) |
| -------------------------------------- |
| Estadi Nacional de Futbol              |
| Capacitat: 3.500                       |

## Àrbitres
- Robinson Banga
- Matt Conger
- Gerald Oiaka
- Pari Oito
- Rakesh Varman

## Fase de grups
| Selecció             | PJ | PG | PE | PP | GF | GC | DG | Pts |
| -------------------- | -- | -- | -- | -- | -- | -- | -- | --- |
| Illes Cook           | 3  | 2  | 0  | 1  | 9  | 5  | +4 | 6   |
| Samoa Nord-americana | 3  | 1  | 1  | 1  | 7  | 5  | +2 | 4   |
| Samoa                | 3  | 1  | 1  | 1  | 6  | 6  | 0  | 4   |
| Tonga                | 3  | 1  | 0  | 2  | 6  | 12 | −6 | 3   |

| Samoa                | 2 – 2   | Samoa Nord-americana |
| -------------------- | ------- | -------------------- |
| Keni 15', 69' (pen.) | Crònica | Siligi 10' · Tua 35' |

| Tonga        | 1 – 7   | Illes Cook                                                                                  |
| ------------ | ------- | ------------------------------------------------------------------------------------------- |
| Polovili 43' | Crònica | Bonsu-Maro 6', 37' · Edwards 9' · Joseph 19' · Pahulu 41' (p.p.) · Temata 45' · Wichman 55' |

| Samoa                 | 3 – 2   | Tonga                    |
| --------------------- | ------- | ------------------------ |
| Scanlan 16', 51', 53' | Crònica | Polovili 50', 77' (pen.) |

| Illes Cook | 0 – 3   | Samoa Nord-americana               |
| ---------- | ------- | ---------------------------------- |
|            | Crònica | Tua 19', 90+2' · Siligi 39' (pen.) |

| Illes Cook               | 2 – 1 | Samoa      |
| ------------------------ | ----- | ---------- |
| Tararo 59' · Tiputoa 86' |       | Pelesa 23' |

| Samoa Nord-americana | 2 – 3 | Tonga                                       |
| -------------------- | ----- | ------------------------------------------- |
| Ipiniu 1' · Tua 48'  |       | Talanoa 71' · Polovili 87' · Vaka'uta 90+2' |

## Estadístiques

### Golejadors
| 4 gols - Hemaloto Polovili - Sinisa Tua 3 gols - Paulo Scanlan 2 gols - Maro Bonsu-Maro - Filisi Keni - Kaleopa Siligi | 1 gol - Pekay Edwards - Paia Ipiniu - Sunai Joseph - Sue Pelesa - Uasi Talanoa - Takuina Tararo - Wiremu Temata - Dwayne Tiputoa - Taniela Vaka'uta - Morgan Wichman 1 gol en pròpia porta - Mateo Pahulu |